# Lucine (mythologie)
Pour les articles homonymes, voir Lucine et Lucina.
Lucine (en latin : Lucina) est l’épithète ou le synonyme poétique de Junon, « déesse de Lumière ». Elle est invoquée lors de l'accouchement. Certains poètes latins l'associent à Artémis et Ilithyie.

## Chez les auteurs classiques
Dans les Métamorphoses, Ovide relate la légende selon laquelle, alors que Myrrha est métamorphosée en myrrhe et qu'elle est sur le point d'accoucher, Lucine vient la seconder. Dans les Fastes, Ovide fait parler Junon en dressant un parallèle poétique entre lux (la lumière, employée au sens de « jour ») et le nom du mois de juin, à laquelle Junon-Lucine donne son nom : « Eh quoi ! une concubine aura imposé son nom au mois de mai, et l'on m'envierait le même honneur ! Pourquoi donc m'appellerais-je la reine, la première des immortelles ? Pourquoi aurait-on placé dans ma main droite un sceptre d'or ? Les jours (lux) composeraient le mois, je porterais, à ce titre, le nom de Lucine, et je ne pourrais donner le mien à aucun des mois de l'année ? »
Plaute fait dire à un personnage féminin « À moi ! quelle douleur d'entrailles ! Junon Lucine, secours-moi. »

## Chez les auteurs chrétiens
Tertullien, dans un procédé classique qui vise à railler — en l’exagérant — le polythéisme romain, en fait une indigitamenta distincte de Junon : « à quel homme ne s’attachera pas l’esprit mauvais, puisqu’il guette les âmes, aux portes mêmes de la vie, ou même qu’il est appelé par toutes les superstitions qui environnent un enfantement, tant l’idolâtrie est comme l’accoucheuse de tous les nouveau-nés, et lorsque les femmes enceintes, couronnées de bandelettes, tressées devant les idoles, déclarent que leurs fruits sont consacrés aux démons ; et lorsqu’on appelle à grands cris Diane et Lucine pendant le travail de l’enfantement ; et lorsque toute une semaine une table est dressée à Junon ; et lorsque le dernier jour on tire l’horoscope qui sera consigné par écrit ; et lorsque les premiers pas que l’enfant imprime sur la terre sont consacrés à la déesse Statina, »
Scévole de Sainte-Marthe, dans son Paedotrophiae, conseille :

« Quand l'heure aura sonné, trois fois dans les accès

Invoque à haute voix la déesse Lucine

Afin que la douleur sans danger se termine. »

Par extension, à l'époque moderne, Lucine évoque poétiquement l'accouchement et la fertilité conjugale. Ainsi chez François de Malherbe sur le mariage des jeunes Louis XIII et Anne d'Autriche :

« Les fleurs de votre amour dignes de leur racine,
Montrent un grand commencement,
Mais il faut passer outre, et des fruits de Lucine,
Faire avoir à nos voeux leur accomplissement. »